# Prada
|  | Per a altres significats, vegeu «Prada (desambiguació)». |

Prada, o Prada de Conflent (IPA: [ˈpɾaðə], oficialment en francès, Prades), és la vila capital de la comarca nord-catalana del Conflent. Des de la seva fundació el 1968 és la seu de la Universitat Catalana d'Estiu.
A nivell monumental destaca l'església parroquial de Sant Pere (segle xvii), bastida al mateix lloc de l'anterior, dedicada a sant Salvador, a sant Pere i a sant Joan, ja esmentada al segle ix; el campanar, romànic i quadrat, és del segle xii; l'altar major té un notable retaule de fusta policromada de Josep Sunyer (1699).

## Etimologia
Joan Coromines posa Prada dins del conjunt, molt extens, de topònims catalans derivats del llatí pratum, en aquest cas amb el significat de prat gran, extens. Es refereix, sens dubte, a la Cubeta de Prada.

## Geografia

### Localització i característiques generals del terme

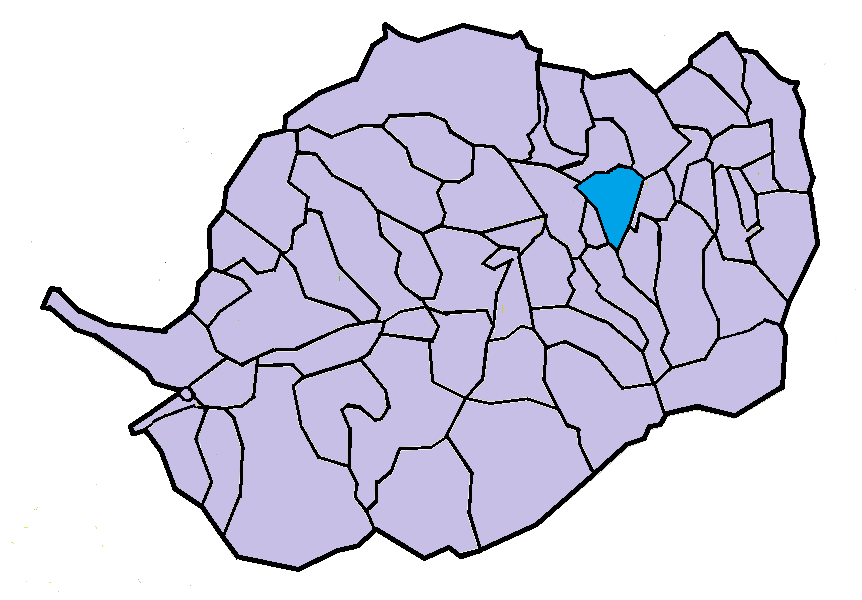
Situació de la comuna de Prada en el Conflent

El terme comunal de Prada, de 108.700 hectàrees d'extensió és situat a la vall de la Tet, bàsicament a la dreta del riu, llevat d'un sector al nord-oest del terme en què ocupa també un tros de la riba esquerra. És a prop a llevant del centre de la comarca.
El terme de Prada es troba en el primer eixamplament important de la vall de la Tet, en una conca coneguda com a Cubeta de Prada, actualment quasi tota ocupada pel nucli urbà de Prada. Aquesta extensió del nucli urbà ha afectat molt les explotacions agrícoles del terme, que encara són abundants a la resta de la cubeta no urbanitzada, al nord-est i a l'est de la vila, a més d'una petita part de la zona sud. La resta del sud del terme, que té forma pràcticament de triangle, són dues valls que davallen de la Serra de Feixans cap a la cubeta esmentada: les valls de la Bassa, a ponent, i del Còrrec de Sant Jaume, a llevant. Tots dos cursos d'aigua arriben a la vila de Prada: el primer al bell mig, i el segon a la zona est.
L'extrem sud del terme és el sector més elevat, amb la Serra de Feixans, que assoleix els 752,9 m alt en el punt on coincideixen els termes comunals de Prada, Taurinyà i Clarà i Villerac. Des d'aquest triterme davallen dues carenes, la primera cap al nord-oest, que separa Prada de Taurinyà primer i Prada de Codalet, després, i la segona cap al nord-est, que separa Prada de Clarà i Villerac primer, i Prada dels Masos, després. El punt més baix del terme és a l'extrem nord-est, a la llera de la Tet quan aquest riu surt cap a Eus, a 285,3 m alt. La vila de Prada és a 347.
Termes municipals limítrofs:
|                       | Catllà   | Eus              |
| Rià i Cirac / Codalet |          | Els Masos        |
|                       | Taurinyà | Clarà i Villerac |

### La vila de Prada

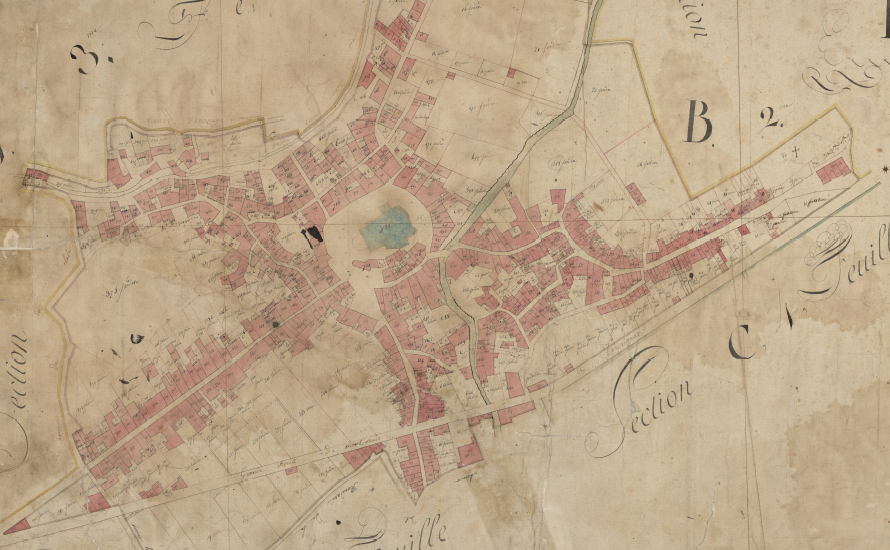
Prada en el Cadastre napoleònic del 1812 (Arxius Departamentals dels Pirineus Orientals)

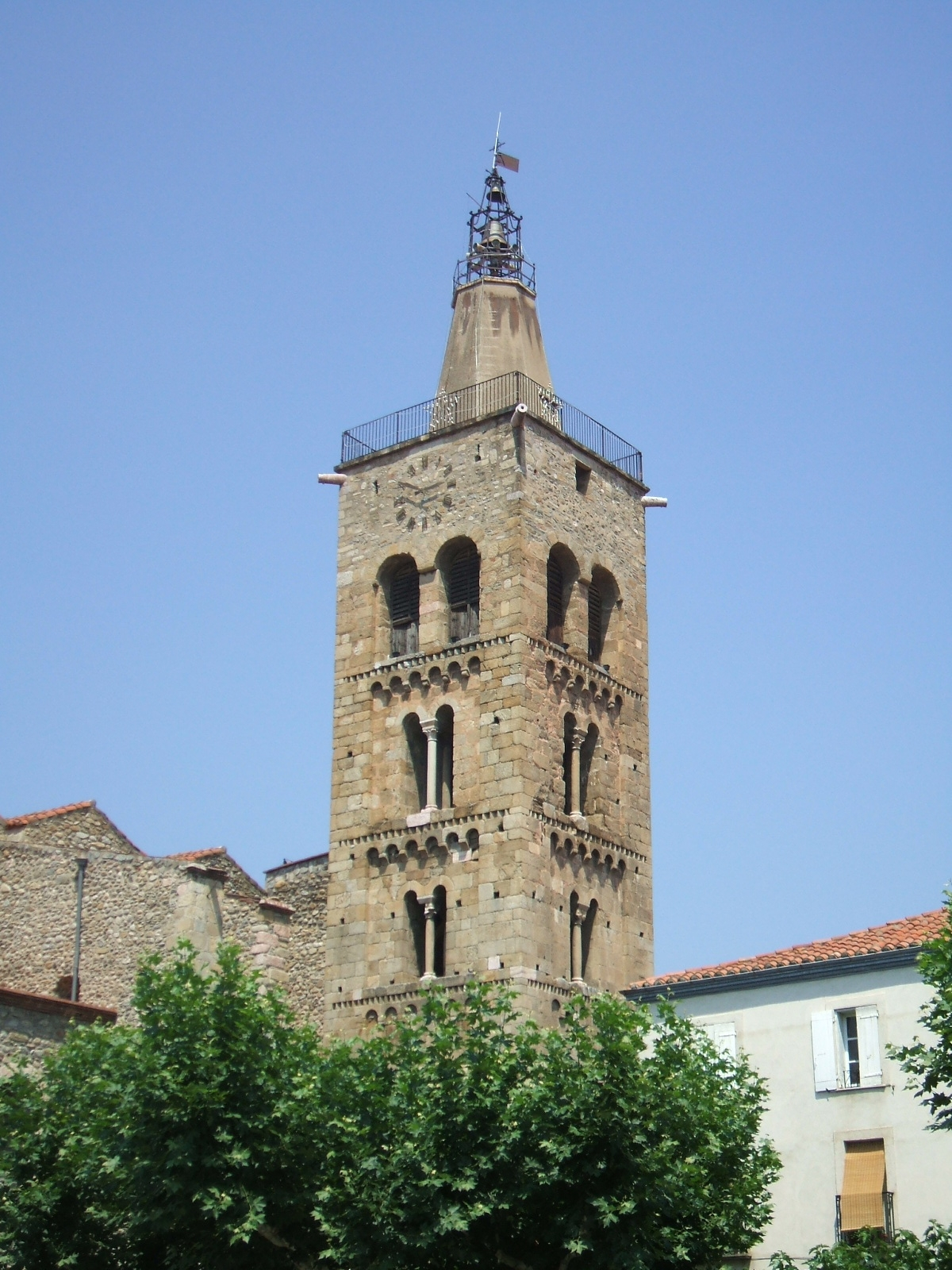
Campanar romànic de Sant Pere de Prada

La vila de Prada té el seu origen en una cellera nascuda a l'entorn de l'església de Sant Pere de Prada i del seu cementiri (que era a la plaça annexa, ara Plaça de la República). Al seu entorn s'organitzà un poble que adoptà una forma pràcticament circular, que fou la base de la vila medieval, murallada, de la qual sortien les vies de comunicació a l'entorn de les quals es dreçaren els ravals de la vila, encara avui dia recognoscibles en l'urbanisme pradenc.
A la zona oest i nord-oest del recinte de l'antiga cellera es conserven diverses cases de fusta dels voltants del 1500, com la Casa Jacomet.
La primera creixença de Prada es va fer a partir de la urbanització de carrers nous, amb els barris del Carrer d'Amunt, del Carrer de Cantamisses, del Carrer de l'Anglada, del Peiró, o Carrer del Peiró, del Carrer del Quintar, del Carrer dels Nou Fiançats, del Carrer de Montserrat, o de l'Oratori de Montserrat, del Carrer Major, abans del Camí Ral, de les Eres, o Carrer de les Eres, del Firal, de la Rua, ara Carrer del Palau de Justícia, de la Saca, de Santa Teresa, de Sant Cosme, de Sant Martí, de Sant Pere i del Turó. Posteriorment, i ja fora vila, es crearen el barri del Cementiri, el de les Fàbriques, el de Gibraltar i el de la Confiança.

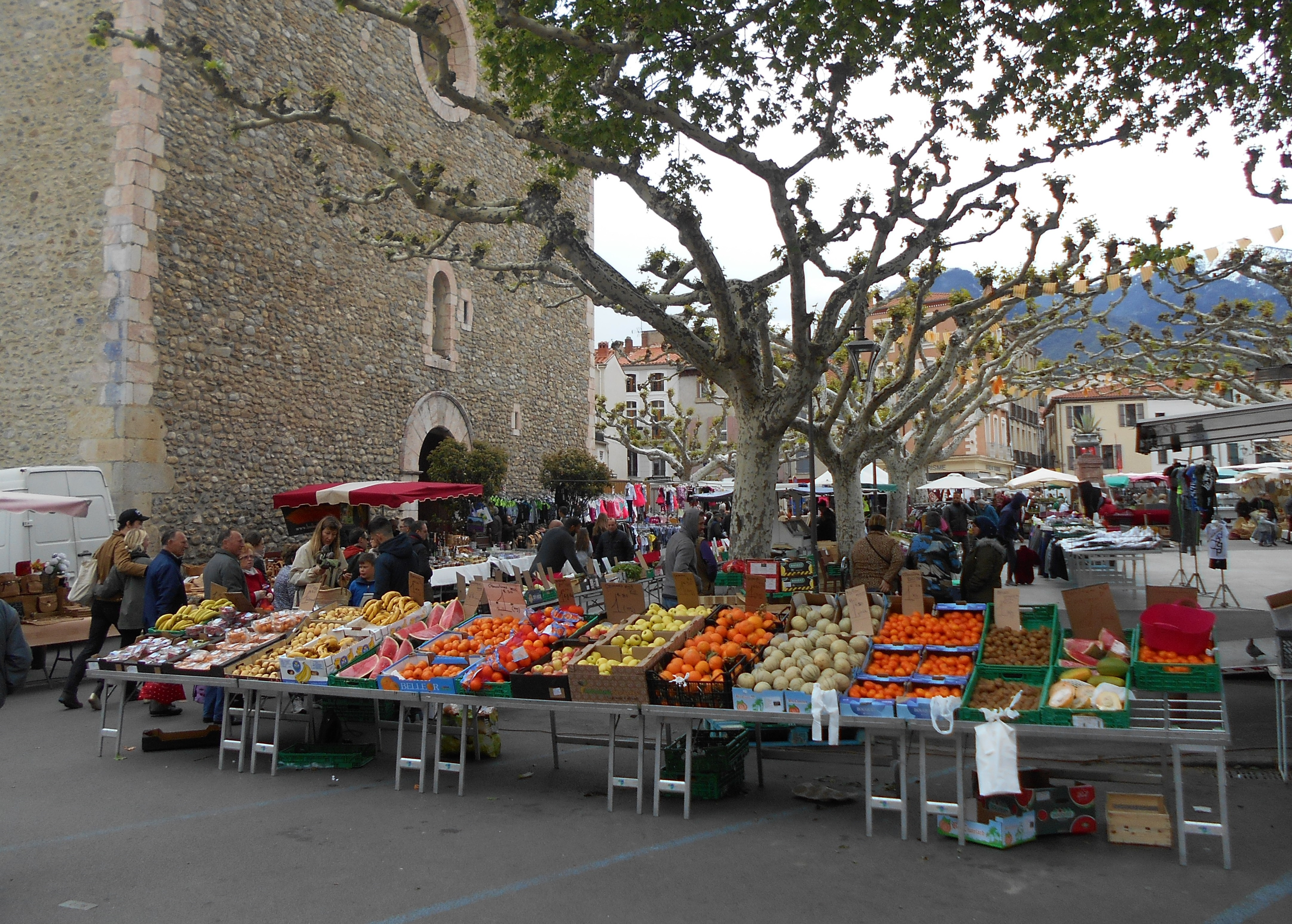
Mercat de dimarts

En el nucli de població d'època moderna, a prop al nord-est de l'església parroquial, hi havia l'Hospital, creat el 1350, on el segle xvi fou oberta la capella de la Mare de Déu de l'Esperança de l'Hospital de Prada. També hi hagué el convent de caputxins, amb la capella de la Mare de Déu de la Salut, avui dia del tot desapareguts, convent i capella. Finalment, a la Clínica de Sant Josep, també dins del nucli urbà, s'obrí la capella de Sant Josep, i al Convent de les Germanes Dominiques, una altra capella de Sant Josep. La capella dels sants Cosme i Damià també desaparegué quasi del tot; en el seu lloc es troba avui dia una casa amb una capelleta mural.
Ja en el segle xx i primers anys del XXI, Prada ha eixamplat el seu nucli urbà amb noves urbanitzacions: els Cirerers, els Castors (oficialment Cité des Castors), Cité Candès i les Closes.

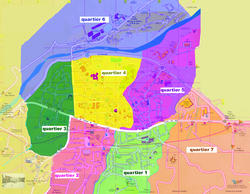
Els set districtes actuals

En l'actualitat, la vila de Prada està dividida en set districtes:
- Districte 1 (de l'Estació): Ocupa el barri de l'Estació de Prada - Molig i el de les antigues indústries reconvertides en comerços i apartaments. Està tallat pel Bulevard de l'Estació.
- Districte 2: És en aquest barri que hi havia l'antiga Casa de la Vila, ara reconvertida en Casa de la Vila de districte. És al sud de l'Avinguda del General de Gaulle. Al mig es va instal·lar un estadi.
- Districte 3 (oest): El barri està banyat a l'oest per la Lliterà fins a la seva confluència en la Tet. La Casa de la Vila es troba en un parc arbrat dins d'aquest districte.
- Districtes 4 i 5: Tots dos, reunits, corresponen al centre històric. L'església de Sant Pere de Prada, el col·legi Gustave Violet, la piscina i el dipòsit d'aigua es troben en el districte 4, mentre que l'Escola de Música i les escoles primàries es troben a l'altre districte, menys antic.
- Districte 6: Aquest districte inclou tots els barris i urbanitzacions al nord de la Trt. Hi ha l'Hospital de Prada, el liceu Charles Renouvier i el col·legi privat Saint-Joseph, l'estadi de rugbi i d'altres infraestructures esportives. S'hi accedeix per la Rocada.
- Districte 7: Mentre que al nord es troben la Cooperativa fruitera i un Intermarché; el sud del districte està constituït per masos dispersos entre vinyes i ametllers.

### Canoà
Al nord-oest de la vila hi hagué la parròquia rural de Sant Martí de Canoà, on roman la capella romànica. Aquesta parròquia ocupava una part del terme veí de Catllà, on encara es conserva també el topònim. Al costat de la capella de Sant Martí de Canoà es troba la casa anomenada Castell de Sant Martí, o Casa de Gustau Violet.

### La Sagristia
Una part del poble de la Sagristia és a l'extrem oriental del terme, a cavall entre els Masos i Prada. En un lloc encara indeterminat de la Sagristia hi havia hagut l'església de Sant Julià d'Avellanet. En la part pradenca de la Sagristia hi ha les cases de Casa Bouer, Casa Selva i Casa Vilar. Aquests noms de casa són ja noms antics, en desús.

### Dolmen de Boera
En el terme de Prada hi ha el Dolmen de Boera, quasi a l'extrem meridional del terme, a prop de Fontfreda.

### Els masos del terme
Malgrat el gran creixement urbà de Prada, en bona part a costa d'un sector del terme que era molt ric per a l'agricultura, Prada conserva un bon nombre de masos i construccions agrícoles. S'hi troben els masos de Can -o Mas d'en- Moliner, Can Parès, Can Rubanys, Casa d'en Bolfà, Casa d'en Parent, el Cortal d'en Simon (en realitat, un mas), el Mas Alabert, el Mas Baixès, o Can Laporta, el Mas Besomba, el Mas Brial, el Mas Calmeta, el Mas Candès, el Mas Carrera, el Mas Cassa, el Mas Castanyer, el Mas Clerc, abans Bonet, el Mas Clos, el Mas Clotes, el Mas Corcinos, abans Gleises, el Mas de Déu, el Mas de Fonollix, el Mas Delacroix, o Freixa, el Mas del Bisbe, el Mas de l'Arca, el Mas de les Forques, el Mas del Grall, o Poncet, el Mas d'en Bès, el d'en Bini, el Mas d'en Bolfà, abans Vilar, el Mas d'en Bubes, el Mas d'en Clos, el Mas d'en Cortie, el Mas d'en Garriga, abans Quers, el Mas d'en Noguerol, el Mas d'en Rigola, el Mas Felip, el Mas Forquet, el Mas Grilló, el Mas Lavall, el Mas Manaut, el Mas Margall, el Mas Ponsallé, el Mas Puignau, el Mas Rabat, abans Tolrà, el Mas Ribell, abans Roger, el Mas Ribes, el Mas Rubió, o Ca n'Homer Rubió, el Mas Sabater, el Mas Sicart (dos de diferents), el Mas Tixador, el Mas Tolrà, abans Mas Clotes, el Mas Vial, el Mas Vigarós, la Mesoneta, la Mesoneta del Camí dels Masos i els Molins. Alguns són noms antics, com el Mas Acezat, el Mas Roger, o Maó, o el Mas Tixador (diferent de l'anterior) i el Molí Fosser, o bé són desapareguts, com el Mas Bernard. A part dels masos, hi ha altres construccions disperses: per exemple, una bona quantitat de casots. Hi ha nou casots sense nom complementari, a més de dues agrupacions anomenades els Casots, el Casot de la Caixó, el del Mas Brial, el de l'Olivet, o d'en Bosom, el de Marcos, el d'en Calcet, el d'en Cotxet, el d'en Fabra, el d'en Grau, el d'en Jordana, el d'en Ponsallé, el d'en Salvador i el d'en Turon, a més d'un cortal sense nom, el Cortal Brunet i el d'en Noell, i els orris de la Serra dels Frares i de la Rufaca, que és en realitat un cortal. Entre les construccions aïllades, però properes al nucli urbà, cal tenir en compte l'antic Cementiri de Sant Cosme i el Cementiri Vell i el Cementiri Nou (un al costat de l'altre), el Castell Pams, actual Casa del Comú, el Col·legi Gustau Violet, la Cooperativa Agrícola, la Cooperativa Frutícola la Paysanne, l'Hospital Nou, el Liceu Charles Renouvier i l'Oratori de Santa Bernadeta.

### Hidrònims

#### Cursos d'aigua
Malgrat la seva extensió, la comuna de Prada conté pocs cursos d'aigua, sobretot a causa de la forma de cubeta del terme. La Tet és el riu de referència, i marca tot el límit nord i nord-est del terme, tot i que al nord-oest discorre per l'interior de la comuna, atès que aquesta depassa una mica el riu. La Tet rep, en terme de Prada, la Lliterà, o la Ribereta, a l'extrem nord-oest de la comuna, a prop de Codalet. Poc després, i ara per l'esquerra, rep els còrrecs de la Coscolleda, al límit amb Rià i Cirac, de Torremilà i els còrrecs de la Roca del Duc. Més endavant, al nord-est de Prada, hi ha el Còrrec de la Bassa, que travessa el nucli urbà pradenc a llevant de l'església parroquial, actualment soterrat, i que surt del terme de Prada per tal d'entrar en el terme d'Eus, on s'aboca en la Tet. A l'extrem oriental del terme hi ha el Lliscó, limítrof amb els Masos.
El Còrrec de la Bassa neix a l'extrem sud del terme de Prada, a prop de Fontfreda i del lloc on hi ha el Dolmen de Boera. Des d'aquell lloc davalla cap al nord d'una forma bastant recta, dins del que cap, i, ja a prop de la vila, rep per l'esquerra el Còrrec de les Forques. Ja al nord-est del nucli urbà rep per la dreta el Còrrec de Fontfreda, que hi aporta els còrrecs de la Calmella i de les Rufaques, i poc després el Còrrec de Fonollix. Aquests còrrecs travessen tot el terme de Prada de sud a nord.
A l'extrem oriental hi ha el Lliscó, ja esmentat, que rep per l'esquerra, ja al límit nord-est del terme, el Còrrec de Sant Jaume, que també prové de l'extrem meridional de la comuna i té un llarg recorregut en el qual no rep cap afluència rellevant.

#### Canals d'irrigació
Dins del terme de Prada circulen diversos canals de rec, que aporten aigua al sector agrícola del terme. Són l'Agulla de Can Joan, o Branca de les Planes, l'Agulla del Pla de la Bassa, la Canal, el Rec de Boera, el de Canoà, o de Catllà, el de la Branca Nova, el de la Branca Vella, el del Molí, el dels Molins, o de Baix, o de la Vila, el de Marqueixanes, el de Sant Martí i el d'Eus, a més de l'antic Rec d'en Maura. Cal tenir en compte també la Cisterna del Pla de les Forques i la del Projecte Fontinal de Peirafita.

### Orònims
Hi ha pocs orònims, en terme de Prada. S'hi troben colls, com el Coll de Creu, el Coll Roig, o Coll de la Terma; costes, com la Costa de Clarà, i plans, com el Pla de Baix, el Pla de les Forques, el Pla d'Eus, les Planes, les Planes d'en Roca.

### El terme comunal
Les partides o indrets específics del terme de Prada són Arboça (nom antic, ara en desús), la Bassa (dos de diferents), Batipalmes, Boera, les Boixeres, els Brulls, Cabanes (també nom antic), la Calmella, el Camí de Codalet, el Camí dels Masos, el Camí de Sant Joan, el Camp del Tarter, Can Joan, Canoà, la Clarana, les Closes, la Coscolleda, la Creu de Sant Miquel, Dellà l'Aigua, la Descàrrega dels Préssecs, Fonollix, Fontfreda, les Forques, les Gorgues, els Jardins de l'Amitié, el Mas Clos, el Mas del Bisbe, el Mas Delfiac, el Mas de les Forques, el Mas Ribes, el Mas Rigola, el Mas Tixador, Mata (nom antic), Montcamill, el Motocròs, el Parc de la Ribereta, Peirafita, els Pins de Braquemart, el Quintar (nom antic), el Rec del Molí, la Riba, la Ribereta, la Roca del Duc, la Roca de Setanta, les Rufaques, o la Rufaca, la Sagristia, les Saleres, Sant Jaume, Sant Martí, o Pla de Sant Martí, abans Prats de Sant Martí, la Terma, la Tira i la Vinya. La Roca del Duc i la Terma són també senyals termenals.

## Transports i comunicacions

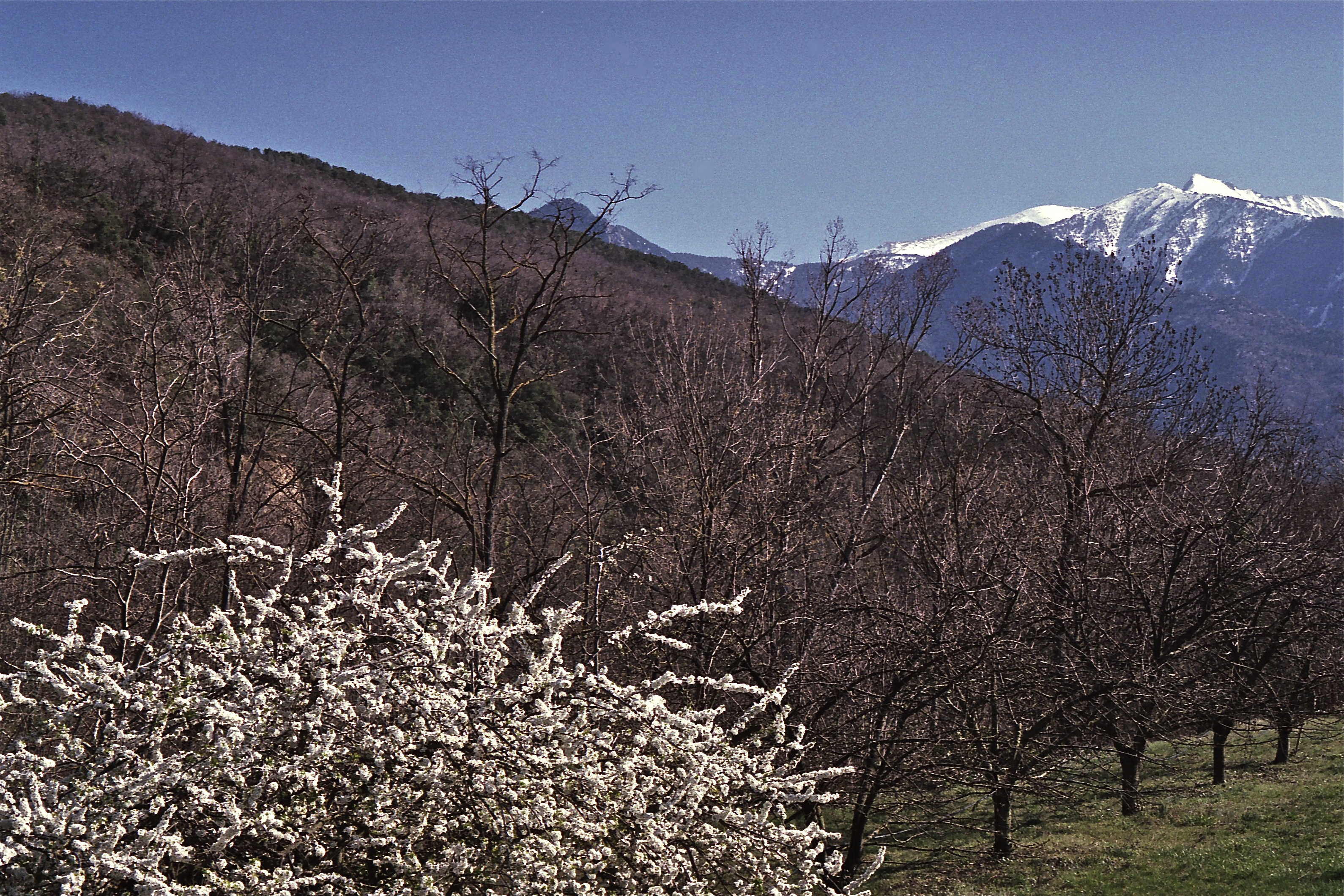
Vista del Canigó

### Carreteres
La principal carretera que travessa el terme de Prada és la N - 116 (Perpinyà - la Guingueta d'Ix), que venint de Perpinyà té forma d'autovia fins a prop de Bulaternera. Aquesta carretera, que té una variant que passa al nord de la vila, comunica Prada amb Perpinyà en 45,5 quilòmetres, d'una banda (passant per tot de poblacions, en les quals l'autovia evita el pas pel nucli de la població: els Masos, a 2,2 quilòmetres, Marqueixanes, a 5, Vinçà, a 9,4, Rodès, a 13, Bulaternera, a 18, Illa, a 20,2, Nefiac, a 23,8, Millars, a 30,3, Sant Feliu d'Amunt, a 31, Sant Feliu d'Avall, a 32, i el Soler), a 35,6, en direcció est. Cal dir que en tot el traçat d'autovia, de Bulaternera cap a l'est, existeix la calçada antiga de la N - 116, ara D - 916, que sí que passa pels nuclis de població esmentats. Per la mateixa carretera, ara cap a ponent, Prada es comunica amb tot l'Alt Conflent i la Cerdanya. Així, Prada té Codalet a 1,5 quilòmetres, Rià i Cirac a 2,5, Vilafranca de Conflent a 6, Serdinyà a 11, Oleta a 15,5, Toès a 22,1, Fontpedrosa a 26,3, Fetges a 33,8, Montlluís a 35,6, la Cabanassa a 37,4, Sallagosa a 47,7 i la Guingueta d'Ix a 57 (amb Puigcerdà a 2 quilòmetres).
En el terme hi ha, a més la carretera D - 27 (Prada - N - 116, a Serdinyà), que uneix Prada amb Codalet (0,7 quilòmetres), Taurinyà (4,1), Fillols (6,7), Vernet (8,8), Saorra (11,7), Aituà (13,9), Escaró (15,5), Joncet (17,9) i Serdinyà (19,1). És una carretera llarga i recargolada, perquè està recorrent tota l'estona els contraforts septentrionals del Massís del Canigó. També s'hi troben la carretera D - 35 (N - 116, a Prada - Arboçols), que discorre per l'esquerra de la Tet, i uneix Prada amb el sector nord-est del Baix Conflent: Eus, a 6,1 quilòmetres, i Arboçols, a 12,3, i la carretera D - 619 (Prada- Sant Pau de Fenollet), que mena a Catllà, a 3,5 quilòmetres, i després entra cap a la Fenolleda.

### Transport públic col·lectiu
Prada té un bon servei de transport públic. La línia 200 (Perpinyà - Prada) uneix les poblacions de Perpinyà, el Soler, Sant Feliu d'Avall, Sant Feliu d'Amunt, Millars, Nefiac, Illa, Bulaternera, Rodès, Vinçà, Marqueixanes, Eus i Prada. Aquesta línia ofereix cinc serveis diaris en direcció ponent, un d'ells de caràcter semidirecte, i només tres a la inversa, un d'ells també semidirecte. No circula els dies festius. Cal dir que la parada d'aquesta línia és a peu de carretera, no entra en el poble.
Amb un traçat similar hi ha la línia 240, que ofereix quatre serveis diaris en direcció a Perpinyà i sis cap a Prada. Com l'altre, alguns d'aquests serveis és semidirecte, també amb parada a Bulaternera, i tampoc no circula els dies festius.
La línia 241 (variant de la 240) (Perpinyà - Vernet) uneix Prada amb Rià i Cirac (en 3 minuts), Vilafranca de Conflent (en 7), Cornellà de Conflent (en 10) i Vernet (en un quart d'hora), a més de procedir directament de Perpinyà, d'on ve en poc més d'una hora. Té deu serveis diaris, dels quals dos tenen l'origen a Castell de Vernet i sis s'originen a les Termes de Vernet.
La línia 243 (Prada - Mosset), uneix les poblacions de Prada, Catllà, els Banys de Molig, Campome i Mosset. Aquesta línia ofereix cinc serveis diaris de Mosset a Prada, i sis a la inversa, més un que es queda a Molig. No circula els dies festius. Per aquesta línia, Prada és a un quart d'hora de Campome, a 20 minuts de Molig, a mitja hora de Catllà i a una mitja hora de Mosset (depenent de la parada).
La línia 245 (Prada - Pi de Conflent, uneix aquestes dues poblacions amb Rià i Cirac, Vilafranca de Conflent, Fullà, Saorra i Pi de Conflent. Aquesta línia uneix Prada amb Rià (5 minuts), Vilafranca de Conflent (10), Fullà (20), Saorra (25) i Pi de Conflent (40). Circulen de dilluns a dissabte; diumenge i dies festius, sense servei.
La línia 260, també amb recorregut i característiques semblants a la 240, però que allarga el seu recorregut cap a la Cerdanya, té dos serveis diaris en cada direcció. Circula cada dia, però el diumenge amb horaris diferents.

### Ferrocarril
Prada té estació de tren de la línia Perpinyà - Vilafranca de Conflent, on enllaça amb l'anomenat tren groc, de Vilafranca de Conflent a la Tor de Querol. És la línia 12 TER Llenguadoc Rosselló.

### Els camins del terme
Uns quants dels camins existents a Prada són interns del terme comunal: Camí de Can Joan, el de Fonollix, el de la Bassa, el de la capella de Sant Martí de Canoà (antic tram del Camí de Catllà), el de la Farga (nom ara perdut), el de la Ribereta, el de les Boixeres, el de les Forques, el de les Planes d'en Roca, el de les Rufaques, el de les Saleres, el del Mas Corcinos, el del Mas d'en Bolfà, el del Mas d'en Clos, el del Mas d'en Freixa, el del Mas Felip, el dels Brulls, el dels Fossals, el de Noguerol, el de Sant Jaume, el de Sant Joan, el de Torremilà, també en desús, la Rocada, la Ruta de Sant Miquel, la Tira i la Tira del Mener. Altres camins enllacen Prada amb els termes i pobles veïns: Camí de Catllà, el Camí de Ferro (el traçat de la via del ferrocarril), el de la Costa de Clarà, o Camí Vell de Clarà, el del Pla de Vall en So, el de Rià, el Camí Vell d'Avellanet, o dels Masos, el Camí Vell de Catllà, o de les Clotes, la Ruta de Catllà, la de Clarà, la d'Eus, la de Perpinyà, la de Vilafranca, o de Montlluís, i la Travessa dels Masos.

## Activitats econòmiques
La vila de Prada, cap de comarca del Conflent, és un important focus econòmic de la comarca des de tots els punts de vista. És un centre agrícola important, amb bona part del terme dedicat al sector primari; s'hi conreen més de 500 ha, en unes 150 explotacions, i hi ha diverses cooperatives agrícoles, que dominen el mercat del Conflent i una part important del del Riberal, sobretot en el món de la fruita (Cooperativa Agrícola Fruitera del Canigó, Cooperativa Pagesa, Societat Cooperativa Agrícola Conflent Primors, Societat Cooperativa Central de Compres i Aprovisionaments Agrícoles i Societat Ramadera dels Pirineus Orientals). Els presseguers ocupen quasi la meitat del territori, però també s'hi cullen pomes, peres, albercocs i cireres. Pel que fa a l'horta, s'hi fan sobretot enciams, escaroles i patates primerenques. Quasi una cinquantena d'hectàrees són destinades a la vinya, però la major part per a la producció de vins comuns. Hi ha molt poca superfície destinada a cereals (antigament, la major dedicació del terme): una sola hectàrea i, a les zones més muntanyoses del sud del terme, a prop d'un centenar d'hectàrees són per a farratge i pastures. El cens ramader s'eleva fins a un centenar de caps de bestiar boví i, en canvi, molt poques ovelles, quasi testimonials.
La indústria hi té un paper rellevant, sobretot pel que fa a petites indústries, establertes sobretot al llarg de la carretera general a llevant de la vila. Tradicionalment hi eren importants la blanqueria, establerta a prop de la Tet, i la filatura de llana; en l'actualitat, hi ha molta indústria relacionada amb la construcció i l'habitatge. Finalment, els sectors comercials i de serveis, inclòs el turístic, hi juguen també un rol desenvolupat, principalment per la proximitat de pols d'atracció turística propers (Sant Miquel de Cuixà, Vilafranca de Conflent, etc.), així com per ser el lloc on els pobles de la comarca poden trobar el que els cal. També hi és important el sector docent, ja que Prada és el destí de molts dels escolars de la comarca, principalment els de secundària i batxillerat.

## Història

### Edats Mitjana i Moderna
La primera menció del lloc data del 843. En aquesta data Carles el Calb feu donació al comte d'Urgell i Cerdanya de la vila de Prada. El comte feu donació de la vila a l'abadia de la Grassa cap al 855. Prada esdevingué llavors senyoria de la Grassa, estatut que el poble conservà fins a la Revolució Francesa. La primera menció de l'actual església parroquial de Sant Pere és del segle xi. Al segle xiii la ciutat es dotà d'un recinte fortificat, el qual fou reforçat el segle xvi abans de ser més tard desmantellat.

### Edat Contemporània
El 1789, la Revolució Francesa proclamà l'abolició dels privilegis. La major part de les comunes van repartir els boscs i prats comunals. Nombrosos veïns i propietaris es van servir del que romania dels vells boscs. Alguns espais es van devastar en pocs anys, de vegades cremats per tal de revendre'n la cendra com a adob, quan no es va extreure el sotabosc per tal de posar-lo damunt dels camps, segons explica Antoine César Becquerel. Malgrat els esforços de la jove prefectura dels Pirineus Orientals, el bosc de Prada també es va perdre. El Prefecte va fer imprimir i exhibir un text que intentava de fer raonar la població i d'avisar-la sobre el fet que estava destruint un recurs forestal que més endavant trobaria a faltar.
El febrer del 1939, desenes de milers de refugiats catalans i espanyols van arribar a Prada par tren des de la Tor de Querol. Es van evacuar les dones i els nens, els homes foren retinguts sota la vigilància del 81e régiment d'infanterie de ligne. Entre ells, Pau Casals, famós violoncel·lista, hi trobà refugi el 1939 a la caiguda de la Segona República espanyola. Els anys següents, Pau Casals es va interessar per la sort dels nombrosos republicans exiliats a la zona. Van ser igualment aquests refugiats els qui van crear una de les principals formacions de la Resistència en el departament, la I Brigada de guerrillers. Fou aquesta brigada la que va atacar el quarter general de la Gestapo a Prada, el 29 de juliol del 1944. Els 150 guerrillers i 50 franctiradors i partisans francesos van lluitar de forma acarnissada durant 5 hores, sense aconseguir de prendre el control de tot l'edifici.
Després dels refugiats, la vila de Prada va veure arribar a partir del 8 de juny del 1940 els refugiats de la població de Menton, d'uns 21000 habitants, va ser evacuats, i la major part enviats cap a la Catalunya del Nord. A mesura que anaven arribant a l'estació de Prada, eren repartits per les 83 comunes del departament, mentre que l'ajuntament de Menton es va instal·lar oficialment en un edifici de Prada. Mentrestant, la capacitat d'acollida de la regió van començar a estar saturades, i el 13 d'octubre 3.000 foren enviats al departament del Var. A penes tres dies més tard, del 16 al 20 d'octubre, fou el conjunt del departament qui va sofrir importants danys per l'episodi de pluges de l'Aiguat del 1940. A finals d'octubre, la major part dels refugiats de Menton van ser enviats al Var, on van romandre la majoria fins a la fi de la guerra.
El 1950, Pau Casals creà a Prada el Festival de música Pau Casals (que porta el seu nom), en el qual ell mateix participà fins al 1966, que va permetre trobades musicals esdevingudes llegendàries entre els més grans instrumentistes de l'època. El 1955 es va crear el cineclub de la vila, sota l'impuls de Louis Monestier, aleshores batlle de la vila, i Marcel Tariol.
El 1959, sota l'impuls de René Clair, Pau Casals, President d'Honor, es van crear. Els Rencontres Cinématographiques Internationales de Prades van tenir lloc cada estiu, durant la tercera setmana de juliol. El 2009, l'associació Les Ciné-Rencontres de Prades ha celebrat amb èxit els 50 anys del festival. Finalment, cada estiu des del 1968, Prada acull la Universitat Catalana d'Estiu.

## Demografia

### Demografia antiga
La població està expressada en nombre de focs (f) o d'habitants (h)
| 74 f | 73 f | 32 f | 32 f | 84 f | 94 f | 100 f | 303 f | 339 f | 2.131 f | 1.930 h | 451 f |

### Demografia contemporània
| Evolució de la població |       |       |       |       |       |       |       |       |
| 1793                    | 1800  | 1806  | 1821  | 1831  | 1836  | 1841  | 1846  | 1851  |
| 2.119                   | 2.152 | 2.344 | 2.664 | 2.836 | 3.013 | 3.145 | 3.222 | 3.367 |

| 1856  | 1861  | 1866  | 1872  | 1876  | 1881  | 1886  | 1891  | 1896  |
| ----- | ----- | ----- | ----- | ----- | ----- | ----- | ----- | ----- |
| 3.074 | 3.152 | 3.579 | 3.208 | 3.877 | 3.856 | 3.816 | 3.762 | 3.666 |

| 1901  | 1906  | 1911  | 1921  | 1926  | 1931  | 1936  | 1946  | 1954  |
| ----- | ----- | ----- | ----- | ----- | ----- | ----- | ----- | ----- |
| 3.835 | 3.875 | 4.146 | 3.856 | 4.170 | 4.815 | 4.946 | 5.019 | 5.393 |

| 1962  | 1968  | 1975  | 1982  | 1990  | 1999  | 2006  | 2011  | 2015  |
| ----- | ----- | ----- | ----- | ----- | ----- | ----- | ----- | ----- |
| 5.676 | 5.937 | 6.448 | 6.100 | 6.009 | 5.800 | 6.221 | 5.854 | 6.040 |

Fonts: Ldh/EHESS/Cassini fins al 1999, després INSEE a partir deL 2004

### Evolució de la població

Població 1962-2008

## Administració i política

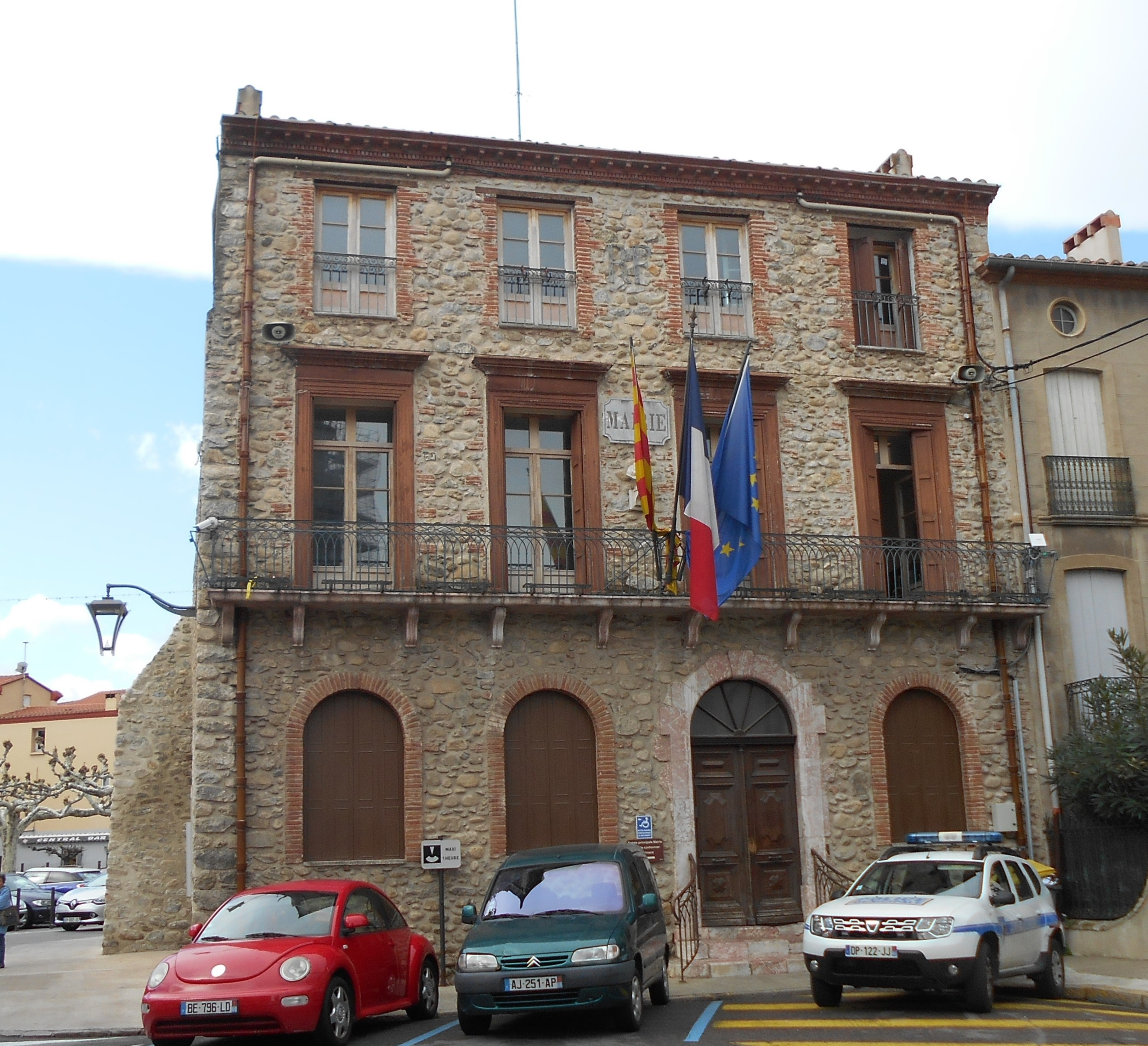
Antiga Casa de la Vila

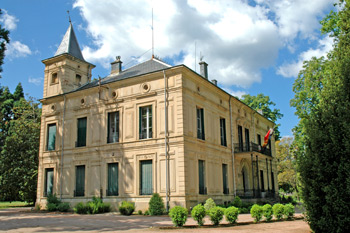
Actual Casa de la Vila

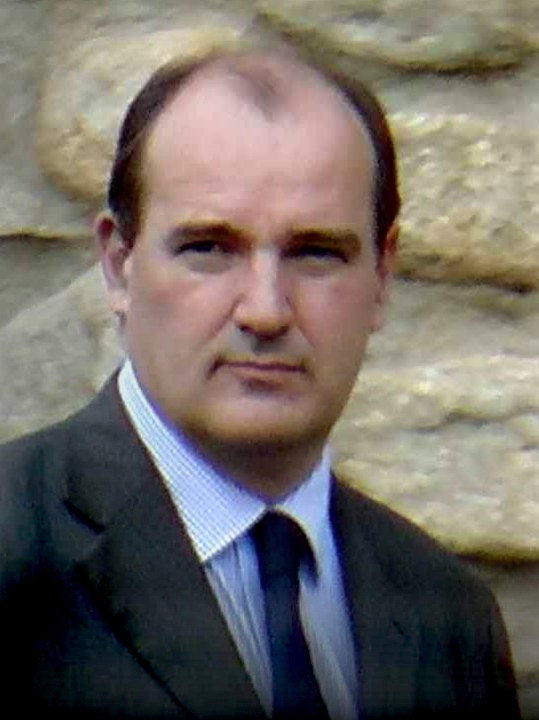
Jean Castex, batlle de Prada entre 2008 i 2020

### Batlles
| Alcalde                                            | Període                              |
| -------------------------------------------------- | ------------------------------------ |
| Denis Jacomet                                      | 1790 - 1795                          |
| Joseph Boixo                                       | 1795 - 1850                          |
| Emmanuel Blaise Hortet                             | 1800 - 1804                          |
| Julien Roca                                        | 1805 - 1813                          |
| Denis Jacomet                                      | 1813 - 1814                          |
| Julien Roca                                        | 1814 - 1815                          |
| Denis Bonaventure Urbain Georges Forges de Montagn | 1815 - 1816                          |
| Joseph Jacques Marc Damien François De Gelcen      | 1816 - 1824                          |
| Jacques Joseph François Xavier De Gelcen           | 1824 - 1829                          |
| Jacques-François Izos                              | 1829 - 1830                          |
| Joseph Jacomet                                     | 1830 - 1831                          |
| Jean Maria                                         | 1831 - 1832                          |
| Victor Dominique Julien Bordes                     | 1832 - 1833                          |
| Alphonse Jacomet                                   | 1833 - 1834                          |
| Jean Dominique Nicolas Roca                        | 1834 - 1838                          |
| Jean Baptiste Circan                               | 1838 - 1841                          |
| Thomas Pujol                                       | 1841 - 1845                          |
| Jean-Cyr Pallarès                                  | 1846 - 1848                          |
| Joseph Lacroix                                     | 1848 - 1850                          |
| Jean Baptiste De Tixedor                           | 1850 - 1850                          |
| Jean Galaud                                        | 1850 - 1853                          |
| Jacques Guillo                                     | 1853 - 1860                          |
| Gustave Valent Jean-Cyr Pallarès                   | 1861- 1870                           |
| Jean Bés                                           | 1870 - 1870                          |
| Auguste Calmon                                     | 1870 - 1873                          |
| Joseph Jean Xavier De Gelcen                       | 1874 - 1876                          |
| Jean Baptiste Hyacinthe Joseph Romeu               | 1876 - 1877                          |
| Ernest Albert Circan                               | 1877 - 1878                          |
| Edouard Paul Yves Gaudéric Vilar                   | 1878 - 1879                          |
| Xavier Pradel                                      | 1879 - 1886                          |
| Ferdinand Xatard                                   | 1886 - 1886                          |
| Paul Vilar                                         | 1886 - 1890                          |
| Denis Saleta                                       | 1890 - 1894                          |
| Jean Petit                                         | 1894 - 1904                          |
| Denis Saleta                                       | 1904 - 1908                          |
| Jean Joseph Arrous                                 | 1908 - 1912                          |
| Auguste Bernard                                    | 1912 - 1919                          |
| Louis Rous                                         | 1919 - 1923                          |
| Jean Arrous                                        | 1923 - 1925                          |
| Louis Fournols                                     | 1925 - 1926                          |
| Hippolyte Freixe                                   | 1926 - 1929                          |
| Charles Henri De Lacroix-Barrera                   | 1929 - 1931                          |
| Antoine Lavall                                     | 1931 - 1940                          |
| Justin Fabre                                       | 1940 - 1941                          |
| Victor Pyguillem                                   | 1941 - 1944                          |
| Pierre Palau                                       | 1944 - 1947                          |
| Jean Clerc                                         | 1947 - 1959                          |
| Louis Monestier                                    | 1959 - 1977                          |
| Henri Gipolo                                       | 1977 - 1983                          |
| Guy Malé                                           | 1983 - 1987                          |
| Marcel Mulcio                                      | 1987 - Març del 1989                 |
| Paul Blanc                                         | Març del 1989 - Març del 2001        |
| Jean-François Denis                                | Març del 2001 - Març del 2008        |
| Jean Castex                                        | Maig del 2008 - 18 de juliol de 2020 |
| Yves Delcor                                        | 18 de juliol de 2020 - Moment actual |

### Legislatura 2014 - 2020

#### Batlle
- Jean Castex, .

#### Adjunt al batlle[17]
- 1r: Yves Delcor, encarregat d'Administració general, d'Urbanisme i d'Obres
- 2a: Elisabeth Prevot, encarregada de Desenvolupament econòmic, d'Agricultura i d'Entorn
- 3r: Antoine Llopis, encarregat de Seguretat i de Neteja
- 4a: Geneviève Pouget, encarregada de Solidaritat i de Sanitat
- 5è: Jean-Christophe Janer, encarregat de Finances i de la Societat d'economia mixta
- 6a: Corine de Mozas, encarregada d'Afers escolars i de Catalanitat
- 7è: Ahmed Bekheira, encarregat d'Esports i de Joventut
- 8a: Anne-Marie Brun, encarregada de Cultura, Patrimoni, Comunicació i de Vida associativa.

#### Consellers municipals
- Bernard Lambert, encarregat d'Urbanisme
- Géraldine Bouvier, encarregada de la Vida dels barris
- Gilbert Coste, encarregat de Coordinació operativa
- Lionel Jubal, encarregat de Festes
- Guy Peix, encarregat d'Obres
- Thérèse Gobert-Forgas
- Aurélie Bonniol
- Agnès Anceau
- David Montagne
- Aline Sala
- Rémy Delmas
- Monique Taillant
- Christine Marty
- Joseph Bonfill
- Nathalie Cornet
- Cédric Hirondar
- Julien Baraille, conseller municipal a l'oposició
- Carole Lacarrau, consellera municipal a l'oposició
- Stéphanie Olivari, consellera municipal a l'oposició
- François Picq, conseller municipal a l'oposició.

### Adscripció cantonal

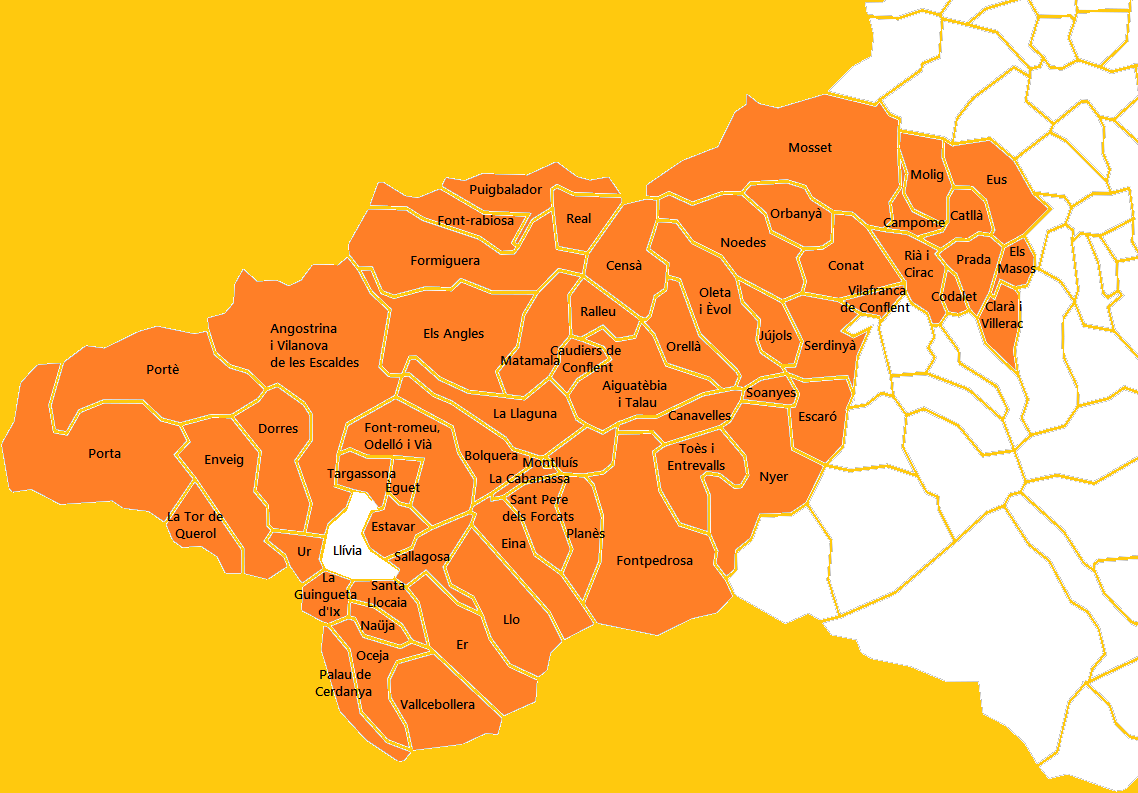
Mapa del Cantó dels Pirineus Catalans

A les eleccions cantonals del 2015 Prada ha estat inclosa en el cantó número 13, dels Pirineus Catalans, que inclou els pobles d'Angostrina i Vilanova de les Escaldes, Bolquera, Dorres, Èguet, Eina, Enveig, Er, Estavar, Font-romeu, Odelló i Vià, la Guingueta d'Ix, Llo, Naüja, Oceja, Palau de Cerdanya, Porta, Portè, Sallagosa, Santa Llocaia, Targasona, la Tor de Querol, Ur i Vallcebollera, de la comarca de l'Alta Cerdanya, els Angles, Font-rabiosa, Formiguera, Matamala, Puigbalador i Ral, de la del Capcir, i les viles de Montlluís, Prada i Vilafranca de Conflent i els pobles d'Aiguatèbia i Talau, la Cabanassa, Campome, Canavelles, Catllà, Caudiers de Conflent, Censà, Clarà i Villerac, Codalet, Conat, Escaró, Eus, Fontpedrosa, Jújols, la Llaguna, Els Masos, Molig, Mosset, Noedes, Nyer, Oleta i Èvol, Orbanyà, Orellà, Planès, Ralleu, Rià i Cirac, Sant Pere dels Forcats, Sautó, Serdinyà, Soanyes i Toès i Entrevalls, de la del Conflent, amb capitalitat a Prada. Són conselleres per aquest cantó Jean Castex i Hélène Josende, de la Unió de la Dreta.

### Serveis comunals mancomunats
Prada forma part de la Comunitat de comunes de Conflent - Canigó, amb capitalitat a la mateixa Prada, juntament amb Arboçols, Campome, Campossí, Canavelles, Castell de Vernet, Catllà, Clarà i Villerac, Codalet, Conat, Cornellà de Conflent, Escaró, Espirà de Conflent, Estoer, Eus, Fillols, Finestret, Fontpedrosa, Fullà, Jóc, Jújols, Marqueixanes, els Masos, Mentet, Molig, Mosset, Noedes, Nyer, Oleta i Èvol, Orbanyà, Orellà, Pi de Conflent, Rià i Cirac, Rigardà, Saorra, Serdinyà, Soanyes, Sornià, Tarerac, Taurinyà, Toès i Entrevalls, Trevillac, Vallestàvia, Vallmanya, Vernet, Vilafranca de Conflent i Vinçà.

### Agermanaments
- Amb Ripoll, el 1969  Catalunya
- Amb Lousã, el 1991  Portugal
- Amb Kitzingen, el 1984  Alemanya.Ensenyament

A la vila de Prada hi ha fins a deu establiments escolars. A nivell de maternal, les escoles públiques François Arago i Pasteur; pel que fa a primària, o elemental, les escoles públiques Jean Clerc i Jean Petit i les privades de la Bressola, escola catalana, i Saint-Joseph. comfessional catòlica. Per a la secundària, hi ha un col·legi públic, el Gustave Violet, i un de privat, el mateix Saint-Joseph abans esmentat. Quant al batxillerat, hi ha el liceu Charles Renouvier, públic, que compta amb les seccions general, tecnològica i professional. Tots aquests establiments són els centres d'ensenyament de referència de tota la comarca del Conflent i de part de les comarques veïnes.

### Cursos de català
A Prada hi ha possibilitat de seguir cursos, conferències i activitats culturals en llengua catalana al Casal del Conflent, amb professorat d'organitzacions com ara l'Omnium Cultural, i amb el suport de Plataforma per la Llengua, la Universitat Catalana d'Estiu i l'institut Ramón Llull, entre d'altres. El Casal del Conflent és un casal català a l'exterior reconegut per Acord de Govern Arxivat 2023-11-20 a Wayback Machine. en el Diari Oficial de la Generalitat de Catalunya.

## Cultura
El músic Pau Casals i el filòleg Pompeu Fabra, com altres sud-catalans refugiats, entre els quals els escriptors Joan Alavedra i Aurora Bertrana algunes temporades, trobaren a Prada recer durant l'ocupació franquista de la Catalunya del Sud. Pompeu Fabra és enterrat al cementeri de Prada. D'altra banda, el músic català fou l'impulsor de la creació el 1950 d'un festival de música que es coneix amb el seu mateix nom.
Cada estiu, la segona quinzena d'agost, d'ençà del 1968, també s'hi celebra, al liceu Charles Renouvier suara esmentat, la Universitat Catalana d'Estiu. A Prada també es va constituir el Centre d'Estudis Transfronterer Pau Casals, que té la seu a la casa de Vallroc.
- Bust de Pau Casals a Prada
- Tomba de Pompeu Fabra al cementiri de Prada
- El Centre d'Estudis Transfronterer Pau Casals de Vallroc

### Calendari d'actes i festes
- Festes patronals: 3 de febrer i 29 de juny (Sant Pere)
- Fires: 1r dimarts de Quaresma, 1r dimarts de juny, 1r dimarts de setembre i 20 de desembre
- Mercat: Cada dimarts
- Trobades de Cinema: sessions de cinema tot l'any i festival el juliol des del 1959[19]
- Festival Pau Casals: des de finals de juliol fins a mitjan agost.

### Cultura popular i tradicional

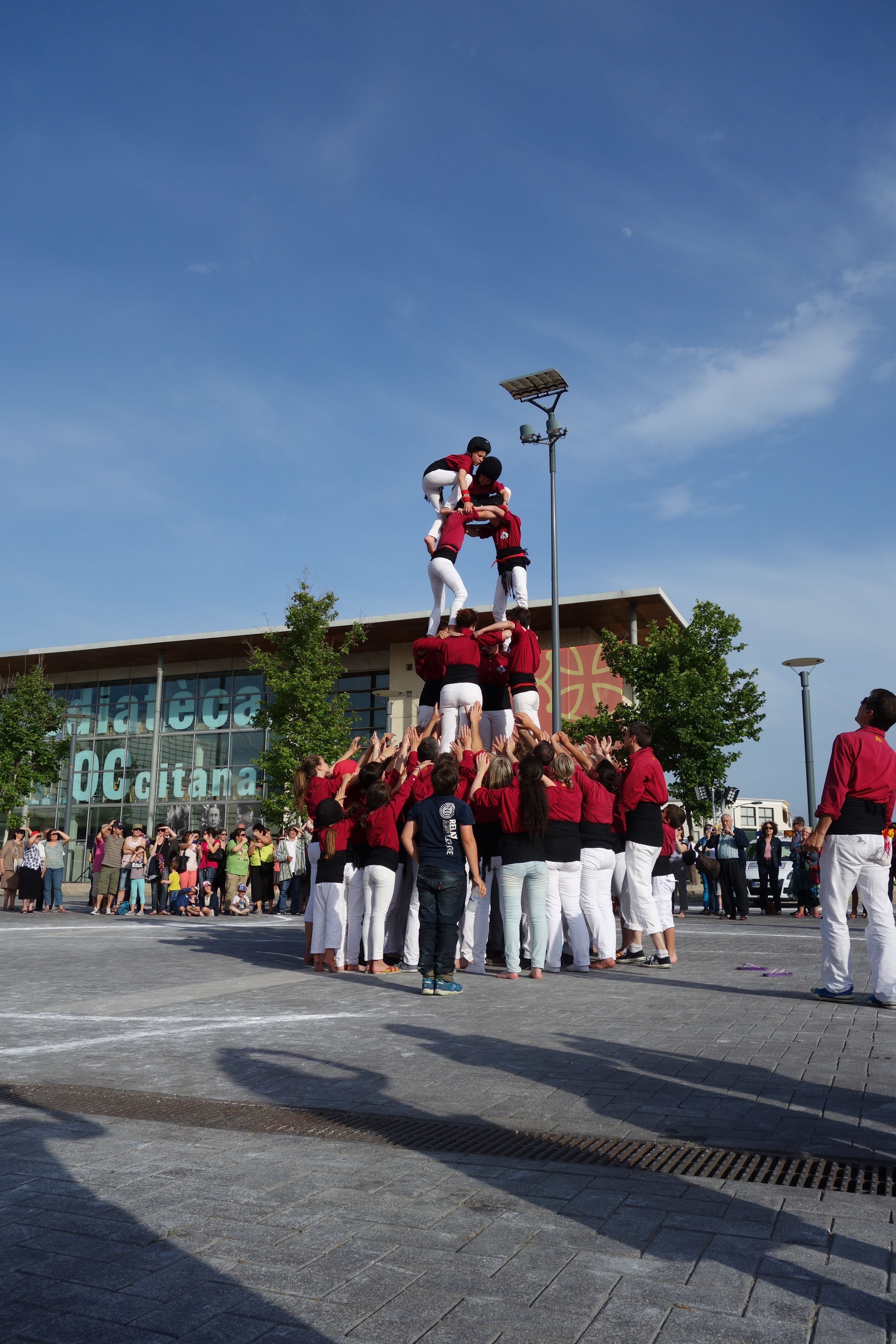
2 de 5 dels Pallagos del Conflent a Besiers el 2014

A Prada hi ha la colla castellera dels Pallagos del Conflent, la tercera colla que aparegué a la Catalunya del Nord, després dels Castellers del Riberal i dels Angelets del Vallespir. Alternen els assaigs entre Prada i Vinçà. Estan agrupats dins de l'entitat Casal del Conflent, pertanyent a la xarxa dels Casals Jaume I, d'arreu dels Països Catalans, juntament amb la colla de diables Nyerros del Conflent.

## Personatges lligats a Prada
- Henri-Pierre Castelnau (1814 - 1890): general de divisió, primer ajuda de camp de Napoleó III, nascut a Prada
- Pierre Nicolas Camille Jacquelin Du Val (1828 - 1862): entomòleg nascut a Prada
- François Rous (1828 - 1897): sacerdot nascut a Prada, conegut pel seu negoci de vins de missa
- Charles Romeu (1854 - 1933): veguer d'Andorra per l'estat francès, nascut a Prada
- Charles Renouvier (1815 - 1903): Filòsof, morí a Prada.
- Louis Prat (1861 - 1942): filòsof, deixeble i amic del filòsof Charles Renouvier
- Gustau Violet (1873 - 1952): escultor que s'instal·là a Prada
- Pompeu Fabra (1868-1948): filòleg, visqué i morí a Prada després d'exiliar-se al final de la Guerra Civil Espanyola
- Pau Casals (1876 - 1973): violoncel·lista i creador del Festival Pau Casals el 1950, visqué a Prada després d'exiliar-se al final de la Guerra Civil Espanyola
- Francesc Arnau (1888 - 1974): diputat al Parlament de Catalunya, refugiat al 1939. Visqué i morí a Prada.
- Owen Merton (1887 - 1931): pintor neozelandès, pare de Thomas Merton, que va viure a Prada els anys 10 del segle XX
- Martin Vivès (1905 - 1991): pintor rossellonès, resistent, conservador del Museu de Belles Arts de Perpinyà, nascut a Prada
- Thomas Merton (1915 - 1968): monjo Monjo trapenc autor de La Nuit privée d'étoiles, nascut a Prada
- Francesc Sabaté Llopart (1915 - 1960): militant anarquista català, a qui el batlle de Prada subministrà papers en regla
- Jean Sarrail (1919 - 2012): pilot de proves, passà la infantesa i l'adolescència a Prada
- André Salvat (1920 - 2017): militar condecorat amb l'Orde de l'Alliberament, nascut a Prada
- Jean-Pierre Berthe (1926 - 2014): historiador, nascut à Prada
- Serge Hutin (1929 - 1997) : Francmaçó, autor d'obres sobre l'esoterisme i les ciències ocultes, mort a Prada
- Carles Sarrat (1949 -): músic i periodista, nascut a Prada
- Guy Laforgue (1958 -): jugador internacional de rugbi a XIII nascut à Prada
- Francis Laforgue (1958 -): jugador internacional de rugbi a XIII nascut a Prada
- Didier Mené (1964 -): àrbitre internacional de rugbi a XV, nascut a Prada
- Jean-Paul Ney (1976 -): fotoperiodista nascut a Prada.